# Tigo (Guatemala)
Tigo Guatemala (legalmente Comunicaciones Celulares S.A.) o simplemente Comcel es una empresa proveedora de servicios de telefonía móvil propiedad de la empresa internacional de telefonía móvil Millicom o simplemente MIC. En 2004 Comcel cambió su nombre a Tigo introduciendo su tecnología GSM, nuevas fuentes de telefonía móvil, nuevos teléfonos móviles, más cobertura, nueva apariencia y también nuevos planes.
En este momento es por un pequeño margen el proveedor de telefonía móvil número uno en Guatemala. También hay otras Tigo en América Latina en los países centroamericanos de El Salvador, Honduras y también en las naciones sudamericanas de Colombia, Paraguay y Bolivia. Tigo Guatemala es la filial más grande de Tigo en Centroamérica con una base de más de 8 millones de suscriptores
En Guatemala, los competidores de Tigo son: la española Movistar y la mexicana Claro.
El 29 de agosto de 2008 Tigo lanzó su red de datos 3.5G operando en la banda HSDPA 850 MHz, y actualmente es la única red 3.5G en Guatemala, así como la que tiene menores límites de velocidad (se ha establecido un límite de 3.6Mbit/s). set) mientras que otras redes (como Claro) limitan su red a alrededor de 1,5 Mbit/s.
Tigo ofrece las siguientes marcas de teléfonos móviles: Alcatel, i-mate, LG, Motorola, Nokia, Samsung, Siemens, Sony Ericsson, Treo y VK Mobile.
Tigo Money Guatemala
Guatemala tiene acceso a Tigo Money, una billetera electrónica que permite a los usuarios realizar transacciones como enviar y recibir dinero, pagar servicios públicos, remesas, realizar pagos en diferentes comercios, préstamos y recargar paquetes Tigo. Puedes registrarte descargando la aplicación Tigo Money o desde la web de Tigo Money web https://tigomoney.com/gt/home-gt

## Servicios en América Latina
Todos los servicios MIC como Tigo en Latinoamérica
- Guatemala[1] TIGO GT
- El Salvador[2] TIGO SV
- Honduras[3] TIGO HN
- Colombia[4] TIGO CO
- Paraguay[5] TIGO PY
- Bolivia[6] TIGO BO
- Nicaragua[7] TIGO NI